# Хрватска куна
Куна (ИСО 4217: HRK, нумерички код: 191) је била национална валута Републике Хрватске од 30. маја 1994. године, када је заменила дотадашњи хрватски динар, до 31. децембра 2022. године, када је замењена евром. 1 куна састојала се од 100 липа.
Инфлација у 2010. је износила 1,8%.

## Независна Држава Хрватска
Валута истог имена се користила и на територији НДХ за наплаћивање роба и услуга и то паралелно с југословенским динаром, италијанском лиром и немачком рајх марком до 30.11. 1941, а након тога као једино и искључиво законито средство плаћања.
Новчанице (куне) у оптицају: 50 бан, 1 и 2 кн (25. септембар 1942) 10 кн (30. август 1941) 50, 100, 500 и 1000 кн (26. мај 1941) 5000 кн (15. јул 1943) 1000 и 5000 кн (1. септембар 1943)
Новчанице (куне) које због ратних околности нису издане, а у потпуности су биле израђене: 100 и 500 кн (1. септембар 1943) 20 и 50 кн (15. јануар 1944)
Новчанице у изради: 10000 кн (само нацрти)
Курс куне 1941-45. у односу на немачку РМ (Рајх марку) био је фиксан 20 Кн за 1 РМ (1 УСД = 2,50 РМ или 50 Кн.
Од јесени 1942. за дознаке из света грађанима и војницима на служби у Вермахту примењиван курс 40 кн = 1 РМ, од пролећа 1943. 60 кн = 1 РМ, од јесени 1944. до 8. маја 1945. 120 кн = 1 РМ.

## Валута Републике Хрватске
Уведена је у оптицај 31. маја 1994. године уз замену 1000 хрватских динара за 1 куну.

### Кованице
- 1 липа, 
  - аверс: Кукуруз
- 2 липе,
  - аверс: Винова лоза
- 5 липа,
  - аверс: Храст лужњак
- 10 липа,
  - аверс: Дуван
- 20 липа,
  - аверс: Маслина
- 50 липа,
  - аверс: Велебитска дегенија
- 1 куна,
  - аверс: Славуј
- 2 куне,
  - аверс: Туњ
- 5 куна,
  - аверс: Мрки медвед
- 25 куна,
  - пригодна кованица

### Новчанице
| Слика                   | Слика  | Вредност  | Димензије | Главна боја       | Опис                             | Опис                                                                  | Датум                     | Датум                                |
| Аверс                   | Реверс | У кунама  | Димензије | Главна боја       | Аверс                            | Реверс                                                                | Штампања                  | Издавања                             |
| ----------------------- | ------ | --------- | --------- | ----------------- | -------------------------------- | --------------------------------------------------------------------- | ------------------------- | ------------------------------------ |
|                         |        | 5 куна    | 122×61 mm | Зелена            | Фран Крсто и Петар Зрински       | Стара тврђава и нацрт вараждинске тврђаве.                            | 7. март 2001              | 9. јули 2001                         |
|                         |        | 10 куна   | 126×63 mm | Зелена-Браон      | Јурај Добрила                    | Амфитеатар у Пули и Мотовун                                           | 7. март 2001 9. јули 2012 | 18. јун 2001 18. март 2012           |
|                         |        | 20 куна   | 130×65 mm | Црвена            | Бан Јосип Јелачић                | Дворац Елц у Вуковару и Голубица из Вучедола                          | 7. март 2001 9. јули 2012 | 16. август 2008 18. март 2012        |
|                         |        | 50 куна   | 134×67 mm | Плава             | Иван Гундулић                    | Дубровник и Кнежев двор                                               | 7. март 2001 9. јули 2012 | 25. новембар 2002 25. септембар 2017 |
|                         |        | 100 куна  | 138×69 mm | Наранџаста        | Иван Мажуранић и Башчанска плоча | Катедрала Светог Вида у Ријеци                                        | 7. март 2001 9. јули 2012 | 3. јун 2002 1. јул 2013              |
|                         |        | 200 куна  | 142×71 mm | Браон             | Стјепан Радић                    | Зграда главне команде у Осијеку и Тврђа                               | 7. март 2001 9. јули 2012 | 12. август 2002 1. јул 2013          |
|                         |        | 500 куна  | 146×73 mm | Зелена            | Марко Марулић                    | Диоклецијанова палата у Сплиту                                        | 31. октобар 1993          | 30. мај 1994                         |
|                         |        | 1000 куна | 150×75 mm | Плава-Црвена-Сива | Анте Старчевић                   | Статуа краља Томислава и Загребачка катедрала                         | 31. октобар 1993          | 30. мај 1994                         |
| Комеморативне новчанице |        |           |           |                   |                                  |                                                                       |                           |                                      |
|                         |        | 10 куна   | 126×63 mm | Зелена-Браон      | Јурај Добрила                    | Амфитеатар у Пули и Мотовун (10 година независности)                  | 24 May 2004               | 30. мај 2004                         |
|                         |        | 20 куна   | 130x65 mm | Црвена            | Бан Јосип Јелачић                | Дворац Елц у Вуковару и Голубица из Вучедола (20 година независности) | 30 May 2014               | 30. мај 2014                         |

Од 1. јануара 2023. у Хрватској се као званична валута користи евро према курсу 7,53 куне за један евро.